# Juin 1917

## Événements
- Juin – juillet, Canada : le gouvernement fédéral vote la conscription. Elle prendra force de loi le 29 août. Les francophones sont très majoritairement contre la participation à la guerre ; les anglophones sont très majoritairement en faveur.

- 1er juin : exposition Foujita à Paris.

- 3 - 24 juin[1] : 1er Congrès panrusse des Soviets.

- 4 juin :
  - France : la Chambre vote la confiance au gouvernement pour la poursuite de la guerre jusqu’à la restitution de l’Alsace-Lorraine.
  - Les forces italiennes du général Luigi Cadorna battent en retraite sur le front du Carso.

- 7 juin : 
  - élection générale albertaine. Les libéraux de Charles Stewart remportent cette élection.

- 12 juin : en Grèce, le roi Constantin Ier est obligé d'abdiquer sous la pression des Alliés. Son deuxième fils, Alexandre Ier lui succède. Il déclare aussitôt la guerre à l'Allemagne, à l'Autriche-Hongrie, à la Bulgarie et à l'Empire ottoman.

- 13 juin : le général américain John Pershing est accueilli triomphalement à Paris.

- 19 juin : 
  - en Grande-Bretagne, le droit de vote est accordé aux femmes de plus de trente ans.
  - Le premier bataillon de femmes volontaires est créé en Russie.

- 21 juin : Aubin-Edmond Arsenault devient premier ministre de l'Île-du-Prince-Édouard.

- 26 juin : 
  - élection générale saskatchewanaise. Les libéraux de William Melville Martin remportent cette élection.
  - Arrivée des premiers éléments du corps expéditionnaire russe à La Courtine

- 29 juin : la Grèce entre dans la guerre aux côtés des alliés.

- 30 juin : débarquement à Saint-Nazaire des premières troupes américaines (« La Fayette nous voilà »).

## Naissances
- 1er juin : Álvaro Domecq, rejoneador espagnol († 5 octobre 2005).
- 7 juin : Dean Martin, acteur, chanteur italo-américain († 25 décembre 1995).
- 8 juin : Jacques Labrecque, chanteur folklorique.
- 9 juin : Antònia Fontanillas Borràs, écrivaine catalane († 24 septembre 2014).
- 13 juin : Odette Roy Fombrun, écrivaine haïtienne († 23 décembre 2022).
- 14 juin : 
  - Gilbert Prouteau, poète, cinéaste, athlète français († 2 août 2012).
  - Lise Nørgaard, journaliste et écrivaine danoise († 1er janvier 2023).
- 16 juin : Irving Penn, photographe américain († 7 octobre 2009).
- 17 juin : Dufferin Roblin, premier ministre du Manitoba.
- 18 juin : Arthur Tremblay, sénateur provenant du Québec.
- 25 juin : Claude Seignolle, écrivain français.
- 30 juin : 
  - Lena Horne, chanteuse de jazz américaine († 9 mai 2010).
  - Susan Hayward, actrice américaine († 14 mars 1975).

## Décès
- 4 juin : Paul Klimsch, peintre et illustrateur allemand (° 15 juin 1868).
- 13 juin : Louis-Philippe Hébert, sculpteur.
- 16 juin : Dominique-Ceslas Gonthier, dominicain.
- 24 juin : Carlo Maria Piazza, aviateur italien (° 21 mars 1871).
- 29 juin : François Schollaert, homme politique belge (° 19 août 1851).